# Франке, Герберт Вернер
Ге́рберт Ве́рнер Фра́нке (нем. Herbert Werner Franke; 14 мая 1927[…], Вена — 16 июля 2022, Эглинг, Бавария) — один из самых известных немецкоязычных (немецких и австрийских) писателей-фантастов в жанре научной фантастики в своё время. Он также был активен в таких областях как футурология, спелеология, компьютерная графика и цифровое искусство. Его фантастические произведения в основном представляют различного рода антиутопии. Один из пионеров направления гибридного искусства. Доктор (1950), профессор.

## Биография
В 1945—1950 гг. изучал физику, математику, химию, психологию и философию в университете родного города. Франке получил свою докторскую степень по теоретической физике в 1950 году, написав диссертацию по электронной оптике. С 1957 года работал как свободный писатель. С 1973 по 1997 год читал лекции по кибернетической эстетике («Cybernetical Aesthetic») в Мюнхенском университете. В 1979 году основал Ars Electronica в Линце (Австрия). В 1979 и 1980 гг. читал лекции «Введение в перцептивную психологию» (англ. «Introduction to perception psychology») в Билефельдском университете дизайна (англ. Bielefeld University of Design). Также в 1980 году стал членом немецкого ПЕН-клуба и получил звание профессора.
Умер 16 июля 2022 года в Эглинге в возрасте 95 лет.

## Литературное творчество
Ранние рассказы Франке печатались в 1953—1954 годах в венской газете «Neue Wege». Сборник из 65 миниатюрных рассказов под названием «Зелёная комета» стал его первой книжной публикацией. Первые же книги принесли Франке репутацию мастера мирового класса. Его книги переведены на многие языки мира, отмечены литературными премиями. Известная еженедельная немецкая газета «Die Zeit» назвала Франке «самым видным немецким автором в жанре научной фантастики». Ведущим фантастом ФРГ называет его и Владимир Гаков.
Подробный разбор творчества Герберта Франке провел Владимир Гаков в своей статье Свет в конце туннеля (Об «адском картографе» Герберте Франке, его предшественниках и окружении), где показал, что творчество Герберта Франке представляет собой яркий пример антиутопий.
Так, роман 1962 года «Стеклянная западня» представляет собой пример антиутопии милитаристского типа, когда весь мир устроен по типу военной казармы, где солдаты обязаны неукоснительно подчиняться армейской дисциплине и внутреннему распорядку (близкими аналогами такого милитаризированного образа мира могут служить роман Джорджа Оруэлла «1984» и, по мнению Владимира Гакова, роман Роберта Хайнлайна «Звёздный десант»). Близким по идее является написанный годом ранее роман «Сеть мысли» (нем. Das Gedankennetz, на русский не переводился), где человечество живёт в мире-тюрьме со строгой регламентацией и контролем не только действий, но и мыслей каждого человека с наказанием за любые фантазии (здесь прослеживается явная параллель с Оруэллом и Замятиным).
В романе «Клетка для орхидей», также вышедшем в 1961 году, представлен другой тип антиутопии, когда освобожденные от забот и любой работы разумные существа деградировали от безделья и перешли на растительный тип существования (подобно тому, как это происходит в романе Олдоса Хаксли «Дивный новый мир»). Некоторые критики (включая Сергея Бережного) отмечают значительное сходство сюжетов этого романа и снятого тридцати восемью годами позже фильма «Матрица».
Роман 1970 года «Нулевая зона» (нем. Zone Null, не переводился) соединяет в себе оба типа антиутопии: мир-казарма с солдатским распорядком жизни и деградировавший мир всеобщего счастья, которые отделены друг от друга огромной полосой разрушений. В романе «Игрек минус» (1976 г.) мир основан на строгой иерархии с подавлением неподходящих типов людей. Близким к роману «Игрек минус» является роман «Звезда Иова» (1988 г., нем. Hiobs Stern, в русском переводе — «Звезда Хиоба»), однако в нём в рамках противодействия реальной антиутопии возникает мечта и миф о идеальной утопии на далекой планете.
В романе «Башня из слоновой кости», выпущенном в 1965 году, представлено уже 3 типа антиутопии: механизированный ад, замятинско-оруэловский тоталитарный мир всеобщего равенства и братства и тихое, беспроблемное стагнирующее общество.
В рассказе «Папа Джо» 1977 года представлена антиутопическая модель якобы идеального общества.

## Компьютерная графика

Осциллограмма (1960—1961 гг.) Герберта Франке, демонстрируемая на выставке в Чикаго

Герберт Франке стал одним из пионеров компьютерной графики и цифрового искусства. В 50-х — 60-х годах он экспериментировал со специально собранными простыми аналоговыми компьютерами, подключёнными к осциллографу. Один из полученных таким способов слайдов был представлен в разделе «пионеры» выставки Touchware’98 в Чикагском институте искусств.
В 1965 году преподаёт современное искусство и фотографию в международном колледже в Альпбахе.
В 1967 г. появляется на свет первое издание его книги «Феномен искусства» (нем. «Phänomen Kunst», неоднократно переиздавалась под именем «Компьютерная эстетика. Феномен искусства» (нем. Kybernetische Ästhetik — Phänomen Kunst). В этой книге он представил рациональную теорию восприятия искусства с точки зрения когнитивных процессов, происходящих в человеческом мозге. Эта книга внесла решающий вклад в становление теории киберэстетики и цифрового искусства.
В 1968—1969 ведёт в Франкфуртском университете семинар «Кибернетика и теория информации».
В 1971 году в мюнхенском издательстве Brückmann выходит книга Герберта Франке «Компьютерная графика: компьютерное искусство» (нем. «Computergraphik — Computerkunst»), в том же году она была переведена на английский лондонским издательством Phaidon Press. В этой книге Герберт описывает историю и практику зарождающегося жанра компьютерной живописи, не обходя вниманием также компьютерную анимацию, музыку и поэзию. Второе, исправленное и дополненное немецкое издание книги (ISBN 0-387-15149-4) было выпущено издательством Springer в 1985.
Его работа 1973 года «Цифровой Эйнштейн» (нем. Digitaler Einstein) — один из самых ранних примеров использования обработки изображений в цифровом искусстве: постепенный переход от узнаваемого портрета к полной абстракции символизирует усиливающееся с каждым годом, но всё менее явное, влияние Альберта Эйнштейна на наше видение мира. Серия изображений была получена с помощью предназначенной для медицинской диагностики системы обработки изображений (полученных путём сцинтиграфии) «Bildspeicher N» компании Siemens.
С 1973 по 1997 Франке ведёт курс «Кибернетическая эстетика» (переименованный затем в «Компьютерную графику») в Мюнхенском университете.
В своей книге 1978 года «Kunst kontra Technik» Франке обсуждает идею оптимальной плотности информации, которая должна быть заложена в произведении искусства. По его мнению, она должна быть достаточно велика, чтобы оказать на зрителя достаточно сильное долгосрочное воздействие, но вместе с тем, не превышать его порог восприятия, переизбыток информации будет вызывать раздражение, а её недостаток — скуку.
В 1995 году выходит его книга «Wege zur Computerkunst», а в 2002 — «Animation mit Mathematica».

## Публикации

### Научные и научно-популярные работы
- 1958: «Магия молекул» (англ. The Magic of Molecules; нем. Magie der Moleküle)
- 1971: Компьютерная графика: компьютерное искусство (англ. Computer Graphics: Computer Art; нем. Computergraphik - Computerkunst)
- Phänomen Kunst, Heinz Moos Verlag, München 1967; erweiterte Auflage DuMont 1974 — ISBN 3-7701-0725-X; als Kybernetische Ästhetik — Phänomen Kunst erweitert im Ernst Reinhardt Verlag, München 1979 — ISBN 3-497-00889-3.
- Computergraphik — Computerkunst, Bruckmann, München 1971 — ISBN 3-7654-1412-3; erweiterte Auflage im Springer Verlag, Heidelberg, Berlin, New York 1985
- Apparative Kunst. Vom Kaleidoskop zum Computer (gemeinsam mit G. Jäger), DuMont Schauberg, Köln, München 1973 — ISBN 3-7701-0660-1.
- Ästhetische Information (gem. mit Helmar Frank[нем.]), I. f. Kybernetik-Verlag, Berlin, Paderborn 1997
- Animation mit Mathematica, Springer, 2002 — ISBN 3-540-42372-9.
- Wildnis unter der Erde, Brockhaus, Wiesbaden 1956
- Kunst und Konstruktion, Bruckmann 1957
- Magie der Moleküle, Brockhaus 1958
- Wohin kein Auge reicht, Brockhaus 1959
- … nichts bleibt uns als das Staunen, Wilhelm Goldmann, München 1959
- Vorstoß ins Unbegreifliche, Brockhaus 1960
- Phänomen Technik, Brockhaus 1962
- Die Sprache der Vergangenheit, Union Verlag, Stuttgart 1962
- Neuland des Wissens, Union 1964
- Der manipulierte Mensch, Brockhaus 1964
- Leuchtende Finsternis, (gem. m. A. Bögli), Kümmerli und Frey, Bern 1967
- Der Mensch stammt doch vom Affen ab, Kindler Verlag, München 1966
- Kunststoffe erobern die Welt, Spectrum Verlag, Stuttgart 1966
- Sinnbild der Chemie, Basilius Presse, Basel 1967, und Moos 1968
- Methoden der Geochronologie, Springer 1969
- Die unbewältigte Zukunft, (gem. m. E.H. Graul), Kindler 1970
- Geheimnisvolle Höhlenwelt, dva, Stuttgart 1974 — ISBN 3-421-02415-4; erweiterte Taschenbuchausgabe dva 1981 — ISBN 3-548-32042-2.
- Kunst kontra Technik, Fischer Verlag, Frankfurt 1978 — ISBN 3-596-21991-4; Neubearbeitung als Leonardo 2000, Suhrkamp Frankfurt am Main 1987 — ISBN 3-518-37851-1.
- In den Höhlen dieser Erde, Hoffmann & Campe, Hamburg 1978 — ISBN 3-455-08906-2.
- Die Atome, Ullstein, Berlin 1980 — ISBN 3-550-07914-1.
- Die Moleküle, Ullstein 1980 — ISBN 3-550-07915-X.
- Die geheime Nachricht, Umschau, Frankfurt/Main 1982 — ISBN 3-524-69034-3.
- Computergrafik-Galerie. Bilder nach Programm — Kunst im elektronischen Zeitalter, DuMont 1984 — ISBN 3-7701-1570-8.
- Siliziumwelt (gem. mit M. P. Kage), IBM Deutschland GmbH, Stuttgart 1985
- Die Welt der Mathematik (gem. m. H. Helbig), Computergrafik zwischen Wissenschaft und Kunst, VDI-Verlag, Düsseldorf 1988 — ISBN 3-18-400792-8.
- Digitale Visionen, IBM Deutschland GmbH, 1989
- Das P-Prinzip. Naturgesetze im Rechnenden Raum, Insel Verlag, Frankfurt/Main 1995 — ISBN 3-458-16656-4.
- Wege zur Computerkunst, Edition 'die Donau hinunter', Wien, St. Peter am Wimberg 1995 — ISBN 3-901233-09-1.
- 2003: Поход в подземный мир, Bruckmann, Мюнхен — ISBN 3-7654-4043-4

### Учебные издания
- 1967 Phänomen Kunst
- 1971 Computergraphik — Computerkunst
- 1973 Apparative Kunst. Vom Kaleidoskop zum Computer // Соавтор: Готфрид Егерь
- 1997 Ästhetische Information // Соавтор: Хельмар Франк
- 2002 Animation mit Mathematica

### Романы
- 1961: «Сетка мыслей» / нем. Das Gedankennetz; англ. The Mind Net
- 1961: «Клетка для орхидей» / нем. Der Orchideenkäfig; англ. The Orchid Cage
- 1962: «Стеклянная западня» / Die Glasfalle
- 1962: «Стальная пустыня» / Die Stahlwüste
- 1963: «Planet der Verlorenen» [под псевдонимом Сергиус Бот]
- 1965: «Башня из слоновой кости» / Der Elfenbeinturm
- 1972: «Нулевая зона» / Zone Null
- 1976: «Игрек минус» / Ypsilon Minus
- 1979: «Сириус транзитный» / Sirius Transit
- 1980: «Школа сверхлюдей» / Schule für Übermenschen
- 1982: Tod eines Unsterb«lichen»
- 1982: «Трансплутон» / Transpluto
- 1984: «Холод Вселенной» / Die Kälte des Weltraums
- 1985: «В конце времён» / Endzeit
- 1988: «Dea Alba» // Соавтор: Михаэль Вайссер
- 1988: «Звезда Хиоба» / Hiobs Stern
- 1990: «Im Zentrum der Milchstraße»
- 2004: «Sphinx_2»
- 2005: «Cyber City Süd»
- 2006: «Auf der Spur des Engels»
- 2007: «Flucht zum Mars»

### Эссе
- 1967 Почему я стал фантастом…
- 1977 Fantastischer Realismus
- 1978 Ein Seitensprung zur Science Fiction
- 1982 SF im Aufwind
- 1984 Babel 333 — ein Stück experimentelles Stück der Groupe 33
- 1987 Essay über den SF-Künstler Artur Laskus
- 1999 Zur SF der DDR

Также Герберт Франке — автор более 150 рассказов, девяти авторских сборников и ряда научных публикаций. В 1981 году он написал шесть пьес для радио, из которых переведена «Сигналы из тёмного поля» (нем. Signale aus dem Dunkelfeld), а в 2002 — ещё одну. В 1974—1987 гг. был составителем пятнадцати фантастических антологий.

## Награды и почётные звания
- 1976 год. Еврокон / EuroCon (ESFS Awards) // Зал славы. Лучший писатель. (Западная Германия)[9][27];
- 1985 и 1991 годы. Немецкая научно-фантастическая премия[англ.] (лучшая новелла), 1985 // Лучший роман —> Холод Вселенной / Die Kälte des Weltraums (1984), 1991 // Лучший роман —> Im Zentrum der Milchstraße (1990)[9][28];
- Kurd-Laßwitz-Preis[англ.][29]: 1985 год (роман «Холод Вселенной»[30]), 1986 год (роман «В конце времен»[31]) и 2007 год (роман «Auf der Spur des Engels» («По следам ангела»)[32]);
- 1987 год. Награда за компьютерное искусство немецкой ассоциации программного обеспечения[19];
- 1989 год. Phantastik-Preis der Stadt Wetzlar[англ.] за «Звезду Хиоба»[33];
- 1992 год. Приз Карла Теодора Фогеля за достижения в технической журналистике[19][34];
- 2002 год. Dr. Benno-Wolf-Preis by VdHK (немецкая спелеологическая федерация[англ.]) — за заслуги в спелеологии[19][35];
- 2007 год. Австрийский крест почёта за заслуги в области науки и искусства 1 класса[19][36];
- 2007 год. Коллекция проектов в честь Герберта Фране на 80-й его день рождения 14 мая[19].

## Музейные коллекции и выставки
- Franke // Музей Абтайберг
- Franke at ZKM
- Ex machina : Frühe Computergrafik bis 1979 Архивная копия от 20 октября 2014 на Wayback Machine (Kunsthalle Bremen
- Works held by the Victoria and Albert Museum